# Un brillant avenir
Un brillant avenir est un roman de Catherine Cusset publié le 25 août 2008 aux éditions Gallimard et lauréat du prix Goncourt des lycéens la même année.

## Résumé
En 1958, malgré l'opposition de ses parents, Elena Tiberescu épouse Jacob Steinovici, un Juif américain. Elle réalise son rêve : quitter la Roumanie communiste et antisémite de Nicolae Ceaușescu et émigrer aux États-Unis. Elle s'y fait appeler Helen et rompt avec son passé. Mais, vingt ans plus tard, elle se retrouve confrontée à une réalité qui lui échappe : l'indépendance de son fils, à qui elle a tout sacrifié et qui épouse Marie, une Française. 
Helen n'aime pas la jeune femme, qu'elle trouve égoïste et arrogante. Marie a peur de cette belle-mère dont le silence recèle une hostilité croissante. Pourtant, entre ces deux femmes que tout oppose – leur origine, leurs valeurs et leur attachement au même homme – quelque chose grandit qui ressemble à de l'amour.

## Éditions
- éditions Gallimard, 2008  (ISBN 978-2-07-012198-4).